# Pfarrkirche Hörbranz

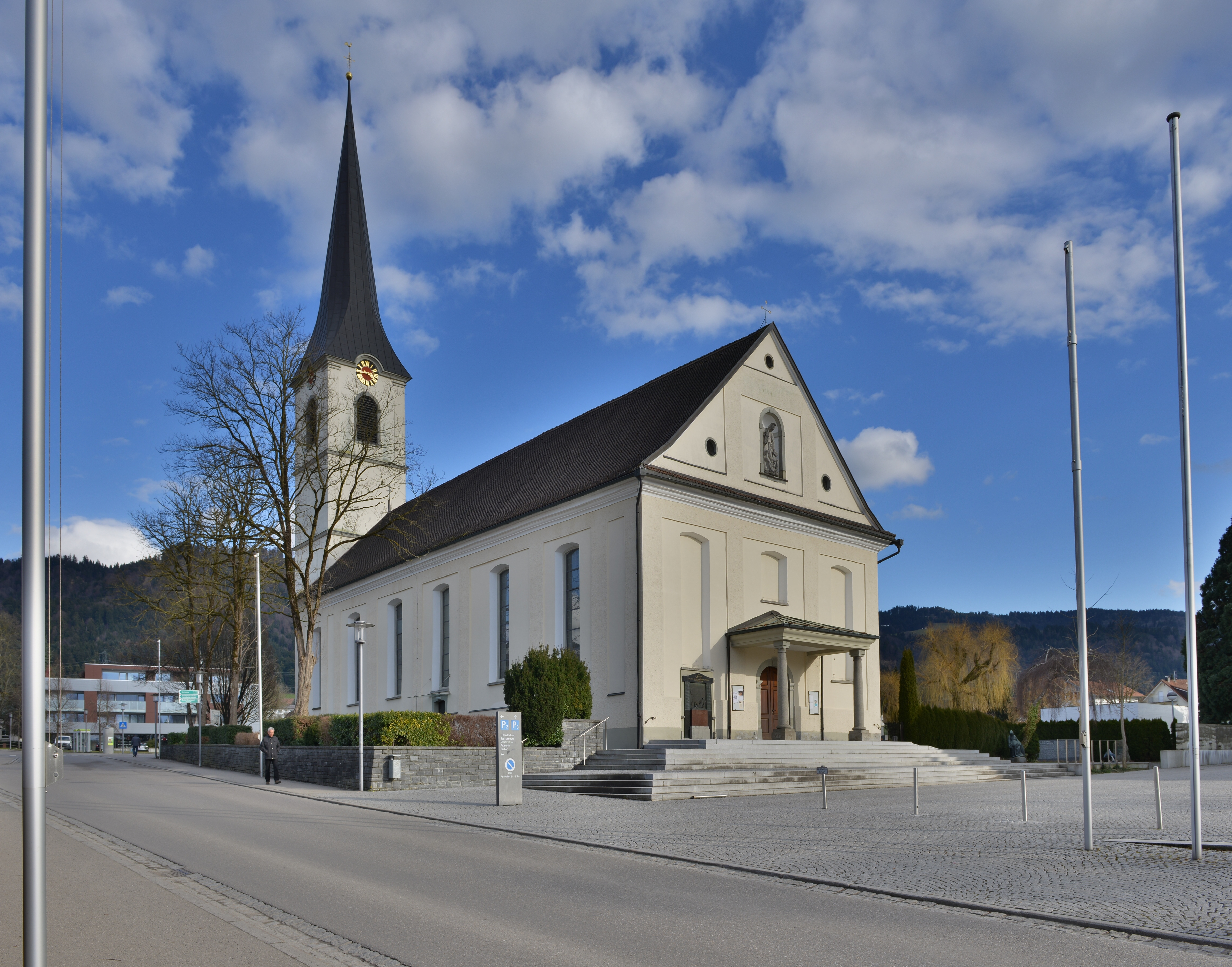
Kath. Pfarrkirche hl. Martin in Hörbranz

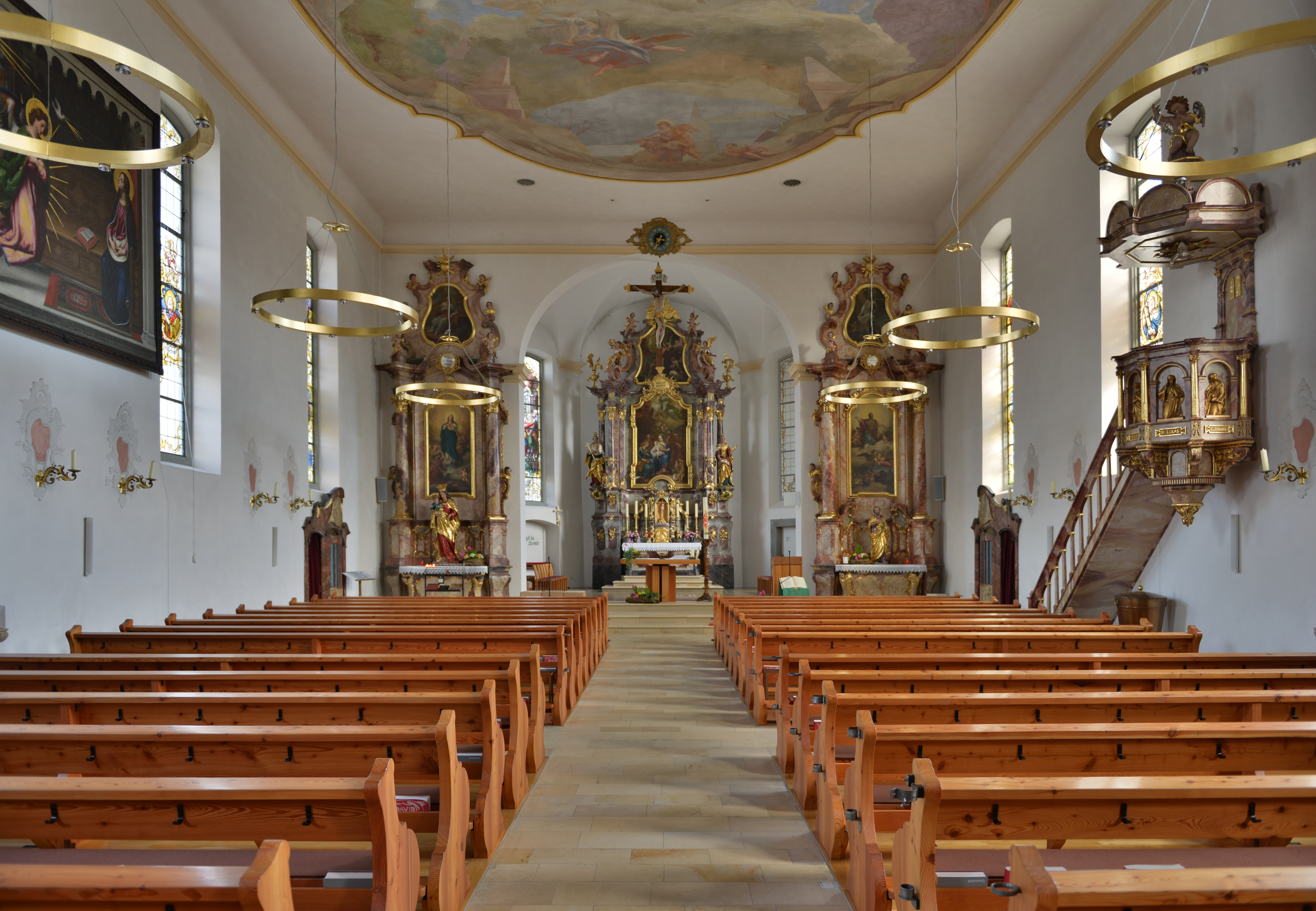
Langhaus, Blick zum Altar

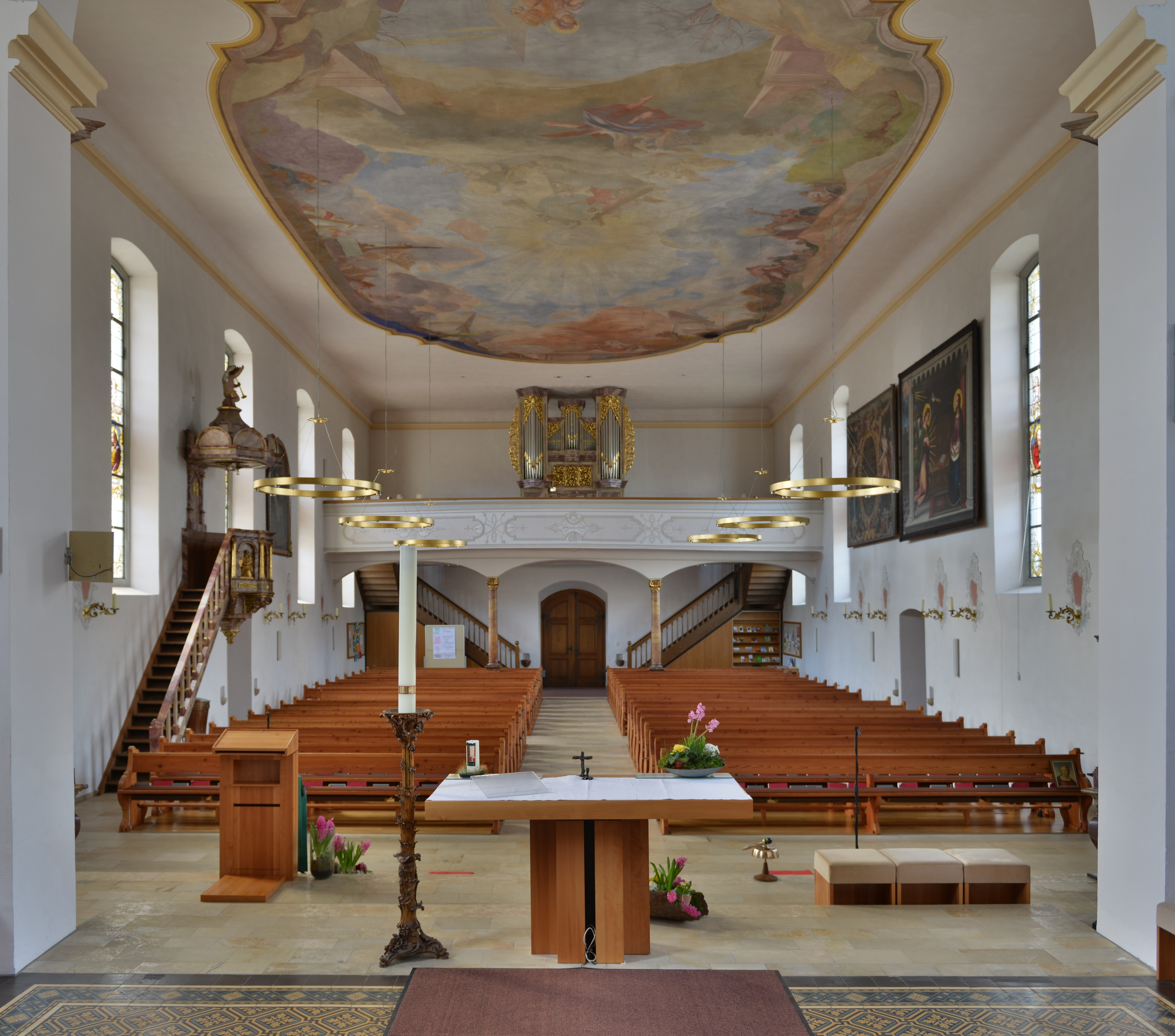
Langhaus, Blick zur Empore

Die römisch-katholische Pfarrkirche Hörbranz steht an der Dorfstraße im Ortskern der Leiblachtaler Gemeinde Hörbranz im Bezirk Bregenz in Vorarlberg. Sie ist dem heiligen Martin geweiht und gehört zum Dekanat Bregenz in der Diözese Feldkirch. Das Bauwerk steht unter Denkmalschutz (Listeneintrag).

## Geschichte
Bereits im 15. Jahrhundert bestand in Hörbranz eine Kapelle. Die Kirche war ursprünglich eine Filialkirche der Pfarre Bregenz. 1477 wurde sie zur Kaplanei erhoben. Bald wurde auch eine Kirche erbaut die 1488 geweiht wurde. 1652 oder 1656 wurde die Kirche zur Kuratienkirche aufgewertet. 1753 wurde die Kirche vergrößert. 1756 erfolgte die Erhebung zur eigenständigen Pfarre. Eine weitere Vergrößerung erfolgte in den Jahren 1840 bis 1850. Dabei wurde auch der Turm errichtet. Der Umbau wurde 1855 geweiht.

## Architektur

### Kirchenäußeres
Das Langhaus wird durch fünf Flachbogenfenster in Rechteckblendnischen gegliedert. Unter dem Dachansatz ist ein umlaufendes Gesims. der polygonale Chor ist eingezogen. An der Stirnseite ist der Kirchturm angebaut. Im Obergeschoß sind Rundbogenschallöffnungen. Der Turm wird durch einen Spitzhelm bekrönt und hat eine Höhe von 52,52 Metern. An der Südseite des Kirchturmes schließt eine zweigeschoßige Sakristei mit nach Süden ausgerichteter Giebelfassade an.